# Age of Heaven
Age of Heaven ist eine Leipziger Gothic-Rock-Band, die 1991 gegründet wurde.

## Geschichte

### 1991 bis 2000
Im Frühjahr 1991 wurde die Band von JU Age, Erik Wolf und Thomas Böttcher gegründet. Bei einem Bandwettbewerb belegte sie einen der vorderen Plätze, hatte aber noch keinen eigenen Namen. Auf einem Nachwuchsfestival spielte die Band, inzwischen als Age of Heaven, dann schon eigene Lieder. Weitere lokale Auftritte folgten. Am 19. Oktober 1991 spielte die Band auf dem Moonchild Festival im Leipziger Eiskeller zusammen mit The Invincible Spirit. Nach einigen Konzerten mit Mirco Schulze am Bass stieß Christian Schierwagen zur Band.
Anfang 1992 wurde das erste Demo-Tape Heaven's Tears aufgenommen. An Pfingsten 1992 entstand in Leipzig das Wave-Gotik-Treffen. Die Band eröffnete dieses erste Treffen. Danach begannen sich Zeitschriften und Fanzines für die Band zu interessieren. Weitere Konzerte folgten. Die Aufnahmen des ersten Albums starteten im Winter 1992/1993.
In der Band fanden mehrere Besetzungswechsel statt. Im Januar 1993 übernahm Torsten Sander die Position am Bass. Im März 1993 erschien das dritte Tape True Faces. Neben weiteren Live-Auftritten fand im August 1993 ein Auftritt im MDR mit dem Titel Armageddon statt. Im Herbst 1993 begannen weitere Aufnahmen im Studio, um das Debütalbum Armageddon fertigzustellen. Ein Plattenvertrag bei Dion Fortune wurde unterzeichnet.
Das Album erschien im März 1994. Im April spielte die Band auf einem Festival zusammen mit den Bands Love Like Blood, Still Patient? und Dreadful Shadows. Im Oktober 1994 traf die Band sich für neue Studioaufnahmen. Eine EP sollte entstehen. Darauf sollten zwei Auskopplungen aus dem Album Armageddon in neuen Versionen und Neuaufnahmen älterer Lieder sein. Bei den Aufnahmen kam es zu musikalischen Differenzen zwischen den Bandmitgliedern. Eine geplante Dion Fortune Festival Tour wurde aus diesem Grund abgesagt. Im Studio kam es zum Bruch. Ende 1994 erfolgte die Trennung von Thomas Böttcher und Erik Wolf. Die Aufnahmen wurden abgebrochen.
Im Frühjahr 1995 begann die Band wieder Konzerte zu spielen. Jens Pittler übernahm den Gitarrenpart und spielte eine kleine Tour als Gastmusiker. Das Musikmagazin Zillo veröffentlichte eine weitere CD der Zillo-Compilation mit The Providence als Opener.
Torsten Sander wechselte zur Gitarre. Im Frühjahr 1996 spielte er die Gitarren für weitere Studioaufnahmen ein. Das Label Age One Music wurde gegründet, auf welchem an Pfingsten 1996 das Album The Garden of Love erschien. Yvonne de Ray übernahm jetzt das Keyboard. Im Herbst kam Axel Marburg als neuer Bassist zur Band. Damit war das Line-Up wieder komplett. Winter 1996 bis Frühjahr 1997 war die Band auf einer weiteren Tour unterwegs. Diese endete bei einem Auftritt zu Pfingsten beim 6. Wave-Gotik-Treffen.

### 2000 bis heute
In den folgenden Jahren wurde es ruhig um die Band. Im März 2001 ging die offizielle Website online.
2004 gab es erste Überlegungen, die Band wieder aufleben zu lassen. Dieser Gedanke nahm im Januar 2005 erste Gestalt an. Am 3. Juni 2005 spielte Age of Heaven ein Wiedervereinigungskonzert in der Leipziger Moritzbastei anlässlich des 10-Jahr-Jubiläums der Veranstalter und des DJs San Diego.
2009 wurde auf der Website der Band bekannt gegeben, dass wieder an neuen Liedern gearbeitet werde. Auf dem Wave-Gotik-Treffen 2011 trat Age of Heaven in einer bis auf JU Age völlig neuen Besetzung in der Agra-Halle auf. Seit Ende des Jahres 2011 ist  Gitarrist Torsten Sander wieder mit dabei.

## Diskografie

### Alben
- 1994: Armageddon (Dion Fortune Records)
- 1996: The Garden of Love (Age One Music)
- 2014: Armageddon Jubilee Edition (Age One Music)

### Demos
- 1991: It Comes the Night (A Heaven Release)
- 1992: Heaven’s Tears (A Heaven Release)
- 1993: True Faces (A Heaven Release)